# Clytocerus flavitarsis
Clytocerus flavitarsis är en tvåvingeart som först beskrevs av Günther Enderlein 1937.  Clytocerus flavitarsis ingår i släktet Clytocerus och familjen fjärilsmyggor.
Artens utbredningsområde är Tanzania. Inga underarter finns listade i Catalogue of Life.